# Old Fashioned (film)
Old Fashioned è un film del 2014 diretto da Rik Swartzwelder, anche sceneggiatore, produttore e attore protagonista del film.
La trama vede Swartzwelder e Elizabeth Ann Roberts nei panni di una coppia di innamorati che iniziano a frequentarsi, su insistenza di lui, ponendosi limiti molto all'antica.

## Trama
Clay Walsh, proprietario di un negozio d'antiquariato, messosi alle spalle uno scalmanato passato vissuto durante i tempi del college, vive ormai da diversi anni cercando di osservare strettamente la dottrina cristiana ogni qual volta deve relazionarsi con l'altro sesso. Durante gli studi, infatti, oltre ad assumere regolarmente droghe e alcolici, e a partecipare a produzioni pornografiche, aveva cercato di spingere la ragazza di cui era innamorato ad avere prematuramente rapporti sessuali, finendo per lasciarla per ripicca, spingendola tra le braccia di un altro ragazzo con il quale rimase incinta. Tale esperienza negativa lo ha fatto cambiare radicalmente stile di vita, sposando la religione cristiana e assegnandosi regole esageratamente rigide nei confronti delle ragazze, decidendo ad esempio di evitare di rimanere da solo in un'abitazione con una ragazza. Quando Amber Hewson, una giovane donna dallo spirito libero, affitta da lui un appartamento al di sopra del suo negozio, pur essendo attratto da lei, decide di continuare a seguire rigorosamente le sue regole.
Nonostante il suo stile lo fa apparire a molti come un ragazzo strambo, Amber, anche lei con varie esperienze negative alle spalle, tra cui un matrimonio fallito, si ritrova presto sempre più affascinata dalla sua fede e dal suo senso di rispetto per le donne, iniziando a trovare delle scuse per incontrarlo più frequentemente, mentre Clay è attratto dal suo approccio alla vita spontaneo e passionale. Anche se Amber considera pesanti alcune delle regole di Clay, e lui non è sicuro di essere pronto per una relazione, tormentato ancora dal suo passato, i due avviano una relazione che, adottando idee per molti antiquate, li porta presto a conoscersi meglio e innamorarsi.

## Produzione
Rik Swartzwelder presentò il film spiegando di aver voluto raccontare una storia d'amore che prendesse seriamente l'idea di un romanticismo rispettoso di Dio; una storia che esplorasse la possibilità di uno standard più elevato nelle relazioni sentimentali, ma senza cercare di far sentire in colpa chi commette degli sbagli, ricordando come tutti sono caratterizzati da fragilità.
Il film indipendente, prodotto dalla Skoche Films e dalla Motion Picture Pro Studios, fu girato nel corso del 2011 nella contea di Tuscarawas, in Ohio.

## Colonna sonora
La colonna sonora, curata da Kazimir Boyle, si compone dei seguenti titoli:
1. Trace Marx – Autograph
2. Dennis Davidson – Wherever This Breeze is Blowin' (Well That's Where I'm Gonna Go)
3. The Summer Country – No Waste in the Wasteland
4. Snapdragon – Highway of Red
5. Vigilantes of Love – Filigree
6. Shysti – It Feels So Good
7. Mark Preston – Live by the Fist
8. Dennis Davidson – Chucky's Radio Theme Music
9. Kazimir Boyle – Air on the G String
10. Josh Schicker – No Place Like You
11. Back to One – Reminiscing
12. Alfa & Marc Lacuesta – Bergenfield, NJ
13. Ruddinn – Cover the Distance
14. Neo Cartoon Lover – Party Hardy feat. Boastin
15. Ricky Lindroos – Elevator Cheese
16. Karisa Wilson – Promenade
17. Ivan Colón – Clocks & Calendars
18. Dennis Davidson – Bar Bounce
19. Phil Ogden, Bryan Steele – Nobody Knows The Trouble I've Seen
20. Connie Lim – Pour Me More
21. Roz Bell – Feel Like Home
22. The Mumbles – Angry Owners Angry Dogs
23. Abby Posner – King & She
24. Dennis Davidson – Dreams Pouring Out Of Our Heads
25. Ralston Bowles e May Erlewine Bernard – Joy
26. Rik Swartzwelder – Every Boy and Girl
27. Vigilantes of Love – Break in the Clouds
28. Rik Swartzwelder – I'm Your Toy
29. Dennis Davidson – Drive
30. Roz Bell – In Love with You
31. DayFly – Robotica
32. Amoret – Choas
33. Bobby Cole – Modern Chart HouseCML
34. Fred Haring – Ain't Where I Used To Be
35. Melissa Otto – Moses & Zipporah
36. Stefano Seghedoni – Concerto n.3 in Fa maggiore RV 293 Autunno Allegro CML
37. Adam Davidson, Dennis Davidson, Rachel Plating – Right For You
38. Scott Krippayne – While the Days Are Young

## Distribuzione
Dopo essere stato proiettato durante alcuni festival cinematografici minori a partire dal mese di settembre 2014, ottenendo anche un premio (JBM Award) al Mt. Hood Independent Film Festival nel mese di novembre 2014, è stato distribuito in forma limitata nelle sale cinematografiche statunitensi a cura della Freestyle Releasing dal 6 febbraio 2015.
Durante la campagna promozionale il film è stato pubblicizzato con la tagline «Chivalry makes a comeback», ponendosi come diretta alternativa a Cinquanta sfumature di grigio, distribuito nelle sale statunitensi a partire dallo stesso mese.

## Accoglienza
Il film è stato accolto da recensioni generalmente negative. Secondo Roger Moore di Tribune News Service Rik Swartzwelder è «competente» come regista, ma è risultato inadatto nei panni del protagonista, giudicando anche superficiale la caratterizzazione dei personaggi. Giudizio condiviso, tra gli altri, anche da Joe Leydon di Variety, secondo cui più volte il protagonista finisce con il risultare inquietante anziché "perbene"; Leydon ha bocciato anche la colonna sonora, pur apprezzando le tonalità calde scelte dal direttore della fotografia. Tra le recensioni positive, Glenn Kenny di RogerEbert.com ha invece elogiato come sia uno dei pochi film con una prospettiva cristiana che miri più a filosofare e empatizzare che ad offrire un'escatologia ruffiana, promuovendo la fotografia e le recitazioni.

## Adattamenti
Il 15 agosto 2014, prima del suo debutto, è stata pubblicata una versione letteraria del film, The Old Fashioned Way, romanzo scritto da Ginger Kolbaba ed edito dalla Tyndale House Publishers.